# Manuel Vieira Pinto
Manuel Vieira Pinto (São Pedro de Aboim, Amarante, Portugal, 10 de juny de 1934 - Porto, 30 d'abril de 2020) fou un religiós moçambiquès, antic arquebisbe de Nampula i president de la Conferència Episcopal de Moçambic.
D'origen portuguès, fou ordenat sacerdot el 7 d'agost de 1949 i adscrit a la diòcesi de Porto. D'allí fou enviat un temps a Roma, on estudià el moviment cristià Per un món millor, que va introduir a Portugal. El 21 d'abril de 1967 fou nomenat bisbe de Nampula. El 1974 va aprovar un document als sacerdots de la seva diòcesi contra la política de Marcelo Caetano que el va enemistar amb les autoritats. Després de la guerra d'independència de Moçambic va romandre al país i fins i tot fou President de la Conferència Episcopal de Moçambic el 1975-1976. També va ser administrador apostòlic de l'arquebisbat de Beira (1971-1972) i del bisbat de Pemba el 1992-1998. El 16 de novembre de 2000 es retirà per raons d'edat i quedà com a arquebisbe emèrit.